# Famille Pellissier de Féligonde
Pour les articles homonymes, voir Anjony.
La famille Pellissier de Féligonde est une famille subsistante de la noblesse française, originaire d'Auvergne.
Une branche de cette famille a ajouté à son patronyme le nom de Léotoing d'Anjony, par décret de 1869.

## Nom de famille
Métathèse
Féligonde, nom du lieu-dit originel de la famille, est probablement une métathèse du latin felix unda, soit « eau féconde », puisque selon la légende, la source qui jaillit de ces terres rendrait les femmes fertiles.
Orthographe
Pelissier ou Pellissier, l'orthographe du nom de famille semble avoir évolué au cours du temps, d'un l à deux dans certaines branches de la famille sans que ce changement soit expliqué.[réf. nécessaire]
Antroponymie
Le pelissier, ou pellissier, était le fabricant des pelisses, celui qui apprêtait ou vendait les peaux, les fourrures (du latin pellicerius). La forme Pelissier (Pélissier) est surtout portée dans le Tarn et en Provence.

## Histoire
La famille Pellissier de Féligonde est originaire d'Auvergne.
Le premier personnage connu de cette famille est Michel Pelissier, élu de la municipalité de Clermont en Auvergne en 1508.
La famille Pellissier de Féligonde a été anoblie en 1660 ou 1666 par l'obtention d'une charge de conseiller-secrétaire du roi,.
Cette famille est membre de l'Association d'entraide de la noblesse française (ANF) depuis le 21 décembre 1946.

## Personnalités
- Michel Pellissier, élu de la municipalité de Clermont en 1508.
- Michel Pellissier, seigneur de Féligonde, conseiller-secrétaire du roi en 1660[4].
- Jacques Pellissier, fils du précédent, écuyer, seigneur de Féligonde, conseiller à la Cour des aides de Clermont en 1677[4].
- Michel-Claude Pellissier de Féligonde (1765-1853), député du Puy-de-Dôme (1815, 1824, 1827, 1830).
- Pierre-Eustache Pellissier de Féligonde (1807-1891), fils du précédent, député du Puy-de-Dôme (1871 à 1876).
- Guy Pellissier de Féligonde (1908-1983), puis père Jean-Baptiste ou père Jean de Féligonde, après son ordination de prêtre bénédictin, fondateur des scouts et guides de Saint-Benoît[7]
- Alexandre Pellissier de Féligonde, officier de l'armée de terre, en 2021 colonel et commandant du 1er régiment de chasseurs de Thierville[8], chevalier de la Légion d'honneur.

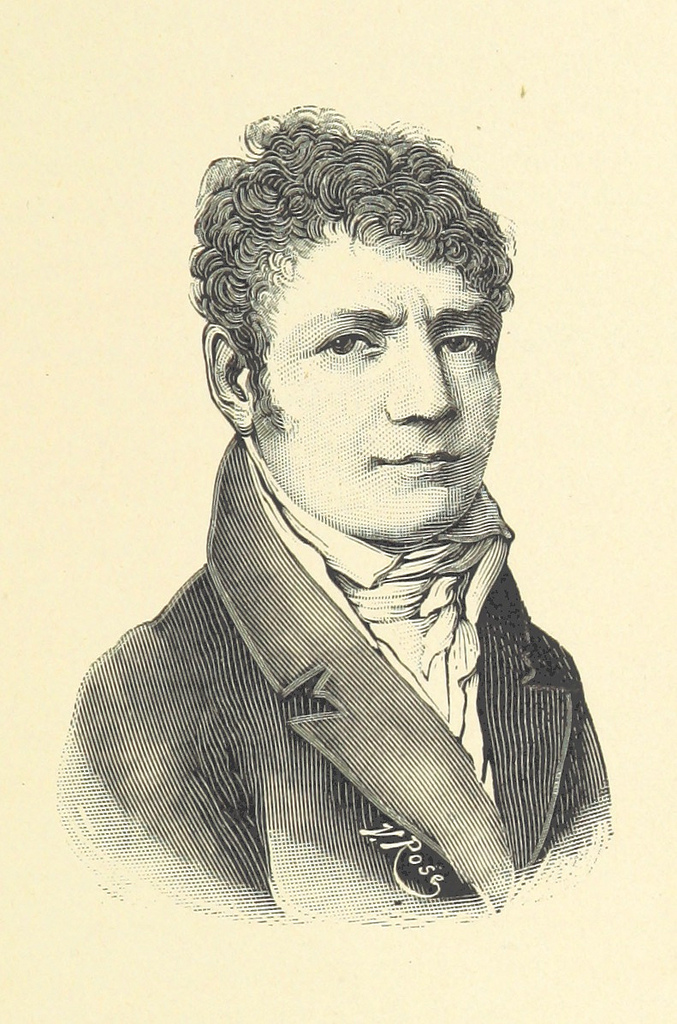
Michel-Claude Pellissier de Féligonde (1765-1853).
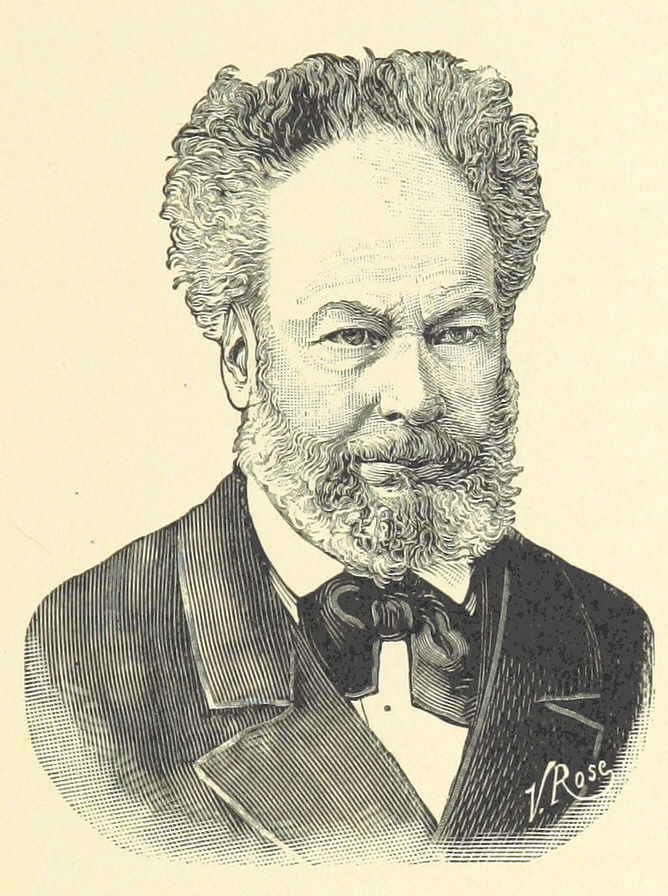
Pierre-Eustache Pellissier de Féligonde (1807-1891).

## Alliances
Les principales alliances de la famille Pellissier de Féligonde sont : de Montorcier, Dufour de Villeneuve, de Forget, de Léotoing (d'Anjony de Foix) (XIXe siècle), Berghmans, d'Algarra de Verga, Neyron des Aulnats, Ribière de Land, Chabossier (1877), de Matharel, de Varennes, Garreau du Planchat, de Chastenet de Puységur (1875), de Coppens d'Hondschoote (1878), de Las Cases (1912), de Villardi de Montlaur (1939), de Virieu (1947), de Bronac de Bougainville (1947), Bazin de Jessey (1949), de Saint-Phalle, de Lestrange, de Montigny, de Campeau.

## Patrimoine: fiefs et possessions
Par anoblissement et par alliances, la famille Pellissier de Féligonde a possédé et occupé un certain nombre de domaines, dont certains sont encore occupés par ses descendants. La plupart d'entre eux se situent en Auvergne, leur terre d'origine, et principalement dans trois de ses quatre départements : Puy-de-Dôme, Allier et Cantal.

### Château de Féligonde
Entré dans la famille en 1500, le château de Féligonde est situé à Sayat (Puy-de-Dôme) et est patrimoine familial transmis de génération en génération depuis quatre siècles. Il a été reconstruit au XVIe siècle à la suite de la peste où ils décidèrent de brûler le château et le village de Sayat. Le château de Féligonde (à dix minutes de Clermont-Ferrand et de Riom) est entouré d’un parc de 5 hectares.
Le lieu-dit Féligonde tirerait son nom du latin felix unda, soit « eau féconde », puisque selon la légende, la source qui en jaillit rendrait les femmes fertiles.

### Château de Saulces
Entré dans la famille en 1653, il est situé à Chamalières (Puy-de-Dôme).
Avant 1500 est cité le domaine de las Salsas (salices). En 1556, le château est à Gilbert Assolent qui, par la suite, acquiert aussi le château de Beaulieu. Vers 1598, le château est à Jean de Combelles, seigneur de Beaulieu. Vers 1610, il passe par achat à Antolne Vachier, trésorier de France à Riom. En 1631, il appartient à Michel Laville, conseiller à la Cour des aides. En 1653, sa fille l'apporte à François Pellissier de Féligonde, conseiller au Présidial de Clermont. Le château était autrefois fortifié avec créneaux et pont-levis mais ces fortifications furent démolies en 1713. C’est l’un des domaines qui a structuré le territoire chamaliérois avant la révolution industrielle. Le domaine est une vaste propriété seigneuriale qui fut également un moulin à papier; deux édifices longeant la Tiretaine sont dédiés à cette activité. Enceinte quadrangulaire à flanquements circulaires d'angle. Un angle est occupé par un donjon carré.

### Manoir de Beaurepaire
Situé à Vicq (Allier), il a été édifié au XVe siècle et est une ancienne résidence des familles de Féligonde et Seguin de Broin.
Fief important qui a dû, à l'origine, dépendre de la seigneurie de La Motte, Beaurepaire est une beau manoir situé dans un grand parc planté d'arbres. Il consiste en un corps de logis principal à trois niveaux et trois grandes travées, qui contient l'entrée et un écusson fleurdelysé. Un petit balcon au premier étage participe au décor de la façade, avec un fronton à fenêtre géminée, surmonté d'un pavillon carré contenant un cadran solaire, couvert d'un toit à quatre pans. En retour d'équerre, à l'arrière, un deuxième corps de logis à cinq travées et toiture a cinq lucarnes est associé a un petit pavillon carré en forme de tourelle. D'importants communs, plusieurs granges et un pigeonnier sur porche occupaient l'espace de la cour intérieure. Il est possible que le bâtiment que Gilbert Turpin reconnaît tenir en fief de la duchesse de Bourbon, en 1503, soit le manoir de Beaurepaire, c'est « une maison avec grange, petit domaine avec prés, vacherie, pasturaulx, terres, boys, buissons, rentes, trois setiers de froment et dixmes, paroisse de Vicq ». Il a appartenu à la famille de Féligonde et se trouvait donc rattaché au château du Châtelard.
Durant la Révolution française, Antoine Cariol aîné, chargé de l'application du décret du 12 pluviôse an II (31 janvier 1794) relatif à la destruction des signes de féodalité, s'est intéressé à ce château, qu'il visitera le 3 messidor de l'an II.
Le manoir de Beaurepaire est aujourd'hui une propriété privée qui ne se visite pas.

### Château de Villeneuve-Lembron

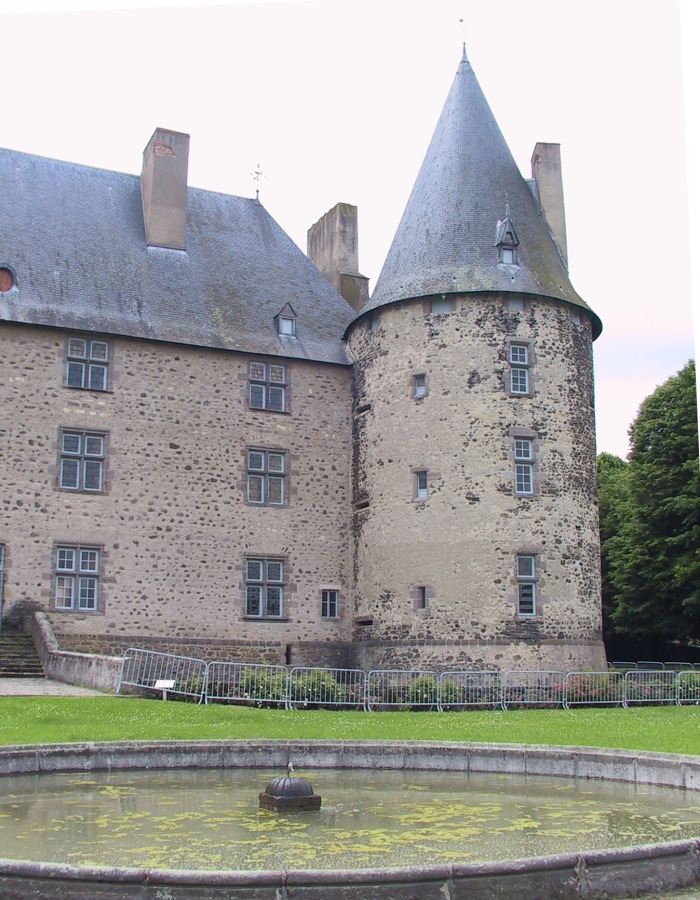
Château de Villeneuve-Lembron.

Entré dans la famille en 1754, le château de Villeneuve-Lembron est situé à Villeneuve (Puy-de-Dôme).
En 1643, Villeneuve-Lembron fut acquis par Isaac Dufour, trésorier de France au bureau des finances de la généralité de Riom, qui apporta lui aussi des aménagements au bâtiment. Il transforma la cour intérieure, aménagea une galerie à portique et décora en outre les plafonds et les cheminées du premier étage. En 1754, Élisabeth Catherine Dufour de Villeneuve, dont Isaac Dufour était le trisaïeul, épousa Michel Pellissier de Féligonde (1729-1767), et le château entra ainsi dans cette famille. Son arrière-petite-fille, Léontine Pellissier de Féligonde, épousa en 1855 Adrien de Roquecave d'Haumières, baron de Thuret ; les barons de Thuret conservèrent le château jusqu'en 1919.
Le dernier propriétaire privé du château, Georges Tixier, en fit don à l'État en 1937.
L'État a racheté un ensemble de huit portraits représentant des membres de la famille Pellissier de Féligonde, qui étaient conservés dans le château jusqu'à la dispersion des collections par le baron de Thuret au début du XXe siècle, afin de les réinstaller dans le salon blanc.

### Château du Châtelard

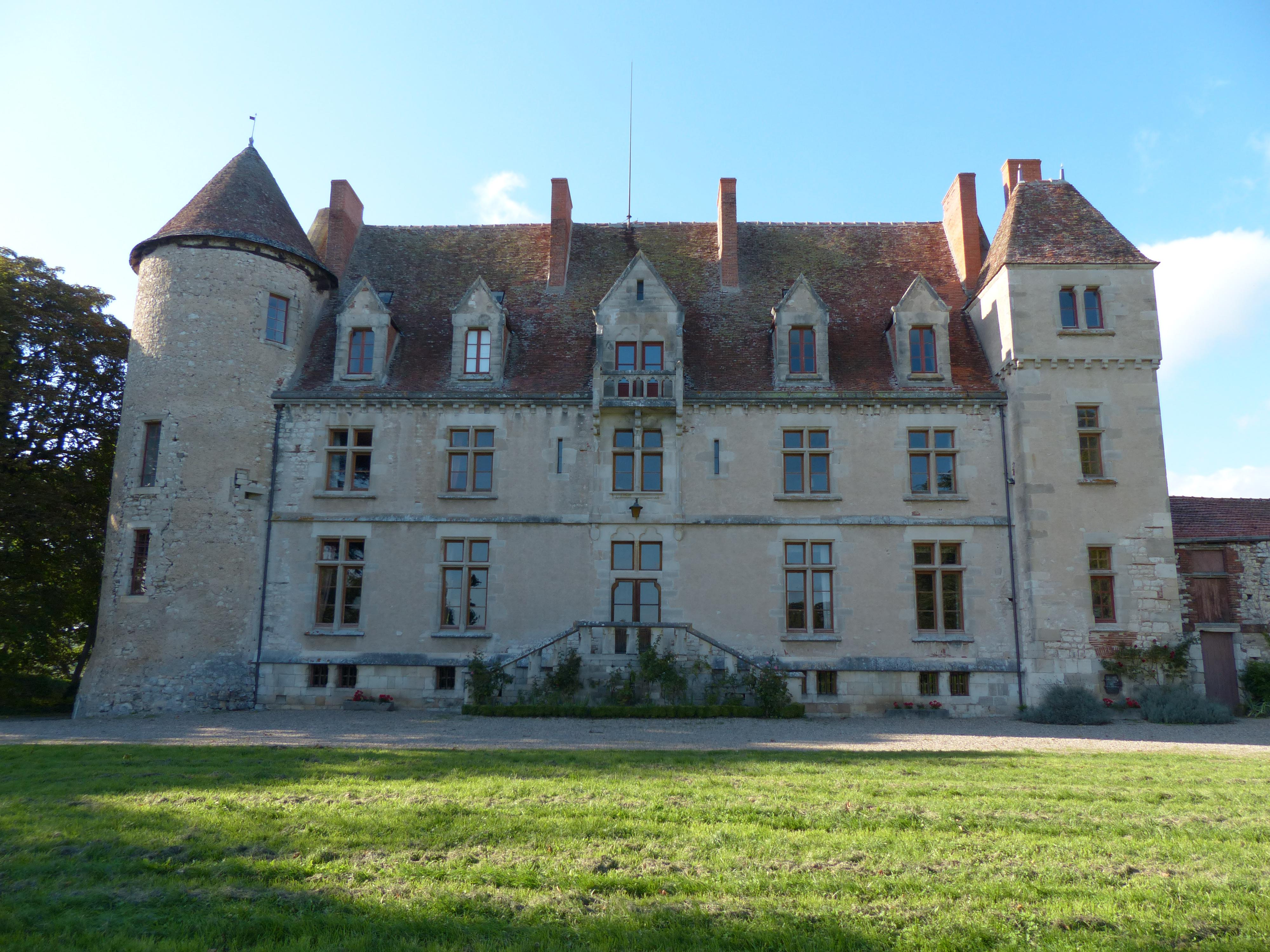
Château du Châtelard.

Entré dans la famille en 1761, le château du Châtelard est situé à Ébreuil dans le sud de l'Allier.
Bâti au XIVe siècle, Girard de Châteauneuf vendit le château à Michel Pellissier de Féligonde le 21 janvier 1761. Ses descendants occupent le château.
Sous la Révolution, Antoine Cariol aîné, chargé de l'application du décret du 12 pluviôse an II (31 janvier 1794) relatif à la destruction des signes de féodalité, s'est intéressé à ce château, qu'il visitera le 4 messidor de l'an II. Il donne une description précise de l'état du château et de ses dépendances.
L'édifice est inscrit au titre des monuments historiques en 1982.

### Château d'Anjony

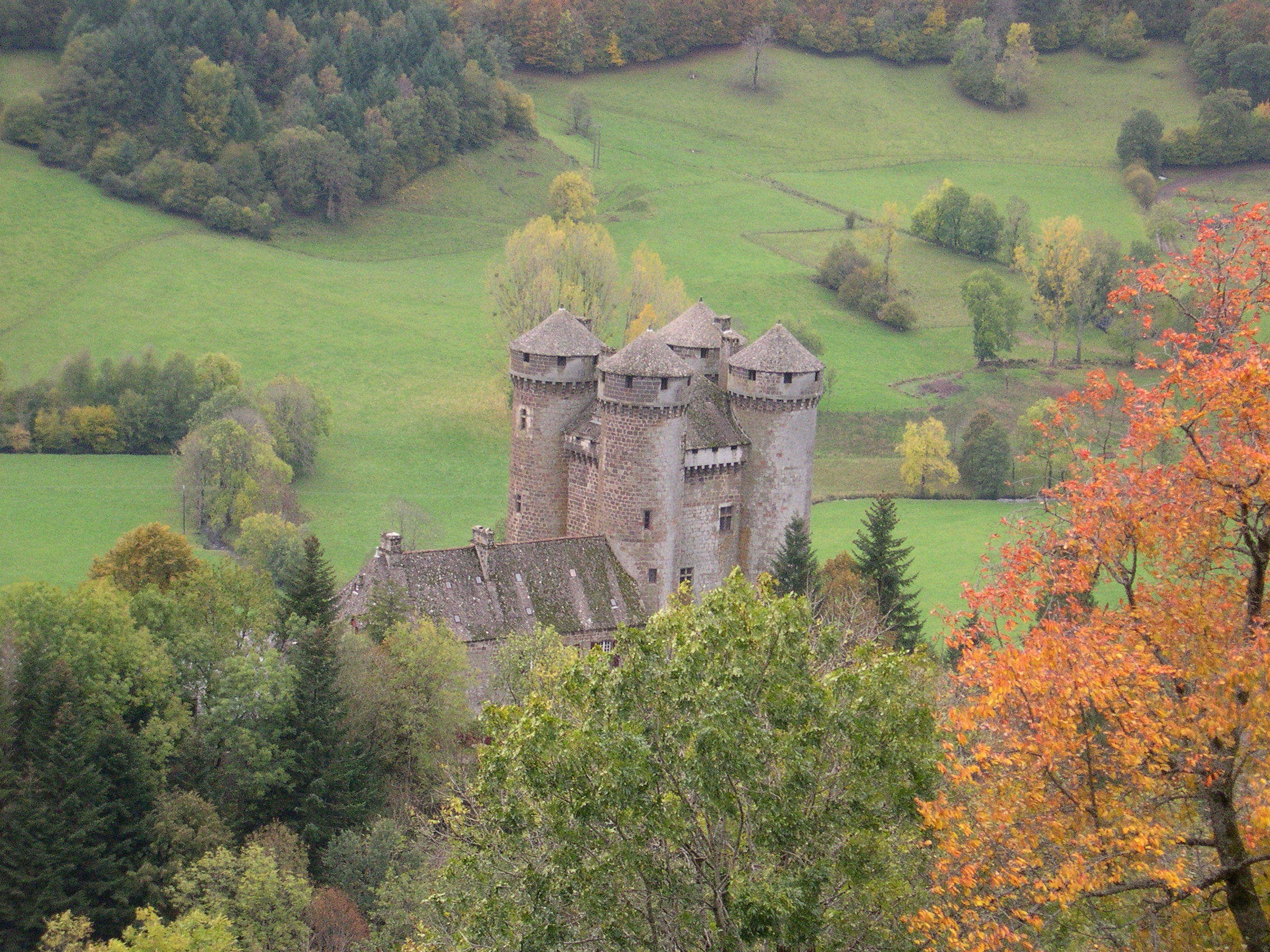
Château d'Anjony.

Entré dans la famille en 1827, le château d'Anjony se trouve à Tournemire (Cantal).
La famille Pellissier de Féligonde a hérité du château au XIXe siècle par le mariage de Paul Ange Pellissier de Féligonde avec Iphigénie de Léotoing (d'Anjony de Foix) en 1827.
Ce même Paul Ange relèvera le nom de Léotoing d'Anjony de Foix pour l'accoler au sien par un décret de 1869 et sauver ce nom tombé en quenouille.
Hérité par son fils Hippolyte, le château s'est transmis jusqu'à nos jours : il est occupé par le dit « marquis » (titre de courtoisie) Robert Pellissier de Féligonde de Léotoing d'Anjony.

### Château de Saint-Genest-l'Enfant

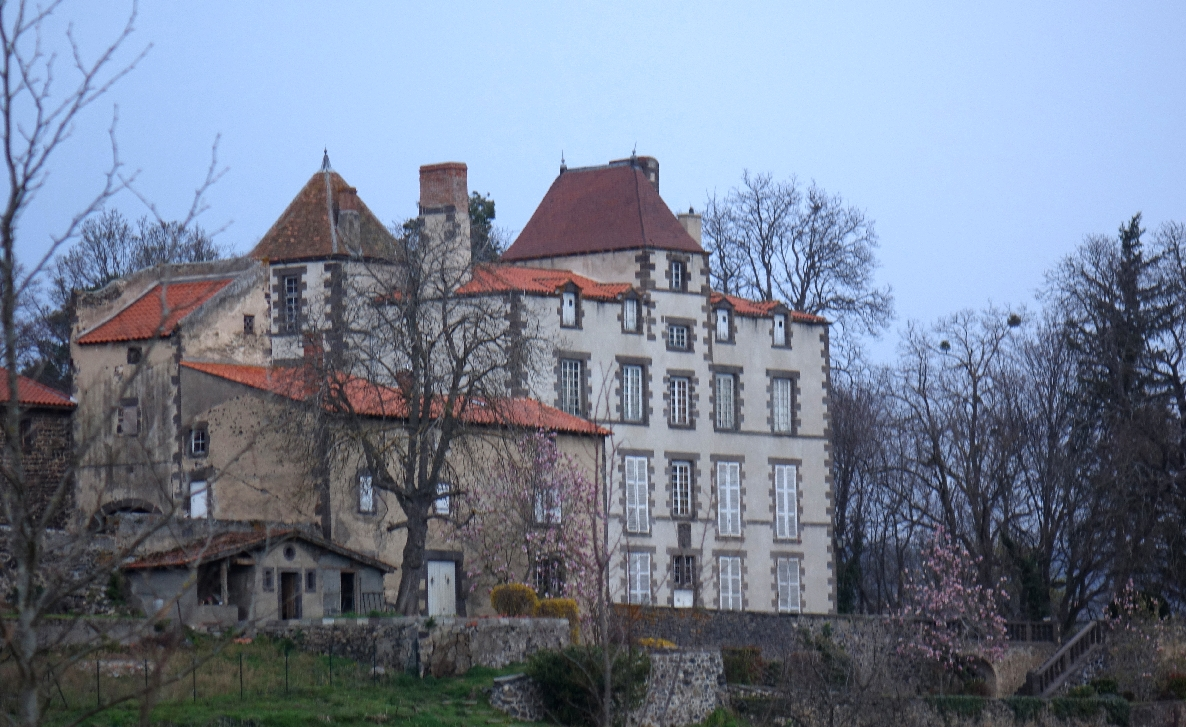
Château de Saint-Genès-l'Enfant.

Le château de Saint-Genest-l'Enfant est situé à Malauzat (Puy-de-Dôme). Il est inscrit au titre des monuments historiques en 2008. Cette propriété possède notamment l'une des plus anciennes piscicultures d'Europe. Fils de Paul Ange Pellissier de Féligonde et d'Iphigenie de Léotoing d'Anjony de Foix, Gabriel épouse Caroline Neyron des Aulnats. Il est toujours occupé par la famille.

## Armoiries, devise
Son héraldique est ainsi décrite : d'azur au pélican d'argent avec sa piété dans son aire d'or, au chef d'argent chargé de 3 mouchetures d'hermine de sable.
Dans sa partie supérieure, le blason est constitué de 3 mouchetures d’hermine de sable noir sur fond argenté. Le pélican se déchire la poitrine avec le bec pour nourrir ses petits aux nombres de 3, doré sur fond bleu ; les gouttes de sang qui coulent de sa poitrine sont des « piété ».
Ces armoiries semblent dater de 1696.
Les choix ayant présidé à la constitution des armories sont inconnues à ce jour, même si plusieurs hypothèses sont permises :
Concernant les mouchetures d'hermine : référence au métier initial de pelletier ; référence à la charge de conseiller-secrétaire du Roi ; référence à la basoche, dans laquelle s'illustrera la famille.
Concernant le pélican et ses poussins : parophone du nom Pellissier, lui-même issu du latin pellicerius ; présence de pélican sur le domaine familial ; ou tout simplement car son symbolisme faisait écho à leurs mœurs, ou à un épisode vécu.
Signification
- Bleu, qu’on nomme azur signifie la royauté, majesté, beauté, sérénité, justice, la persévérance.
- Noir, qu’on nomme sable signifie la science, modestie, affliction, l’honnêteté.
- L’argent, symbolise la sagesse, la pureté, l’humilité, la franchise, la tempérance.
- L’or, symbolise la noblesse, l’intelligence, la vertu, la générosité, le dévouement.

Interprétation
Le pélican occupe une place centrale dans les armes de la famille. Il se saigne le poitrail, et son sang vient abreuver ses trois poussins : il s'agit d'un « pélican de piété » dont la symbolique est connue et ancienne.
Dans la tradition médiévale, cet oiseau symbolise l'abnégation : il incarne la propitiation du Christ, sacrifié pour le Salut de l'humanité, thème central de la foi chrétienne (« Car Dieu a tant aimé le monde qu'il a donné son Fils unique, afin que quiconque croit en lui ne périsse point, mais qu'il ait la vie éternelle. » Jean 3:16). La famille Pellissier de Féligonde est la seule de la noblesse française à porter ce pélican de piété sur ses armoiries, qui est également porté par les villes de Branges (Saône-et-Loire) et d'Arbois (Jura).
D'autres interprétations prolongent cette lecture et font du pélican le symbole de « l’amour du prince pour ses gens, ou encore l’emblème de la tendresse maternelle ».
Devise
« Sic do et vitam » en latin, qu'on pourrait traduire par « Je donne jusqu'à la vie » ou « Ainsi je donne, et je vis » (du verbe vivre).
On peut interpréter cette devise comme celle du pélican représenté dans les armoiries, qui, à l'image du Christ, se « sacrifie » pour donner la Vie.

## Titres
Marquis, comte (titres de courtoisie)[réf. nécessaire]

### Sources
- Henri Jougla de Morenas, continué par Raoul de Warren, Grand Armorial de France (t.5), vol. 7, Société du Grand armorial de France, 1934-1952 (lire en ligne), p. 235.
- Dictionnaire de la vraie noblesse, éditions Tallandier, 2008, p. 212,  (ISBN 978 2 84734 498 1).
- Régis Valette, Catalogue de la noblesse française, Robert Laffont, 1989, p. 152.